# Epidendrum aurigineum
Epidendrum aurigineum är en orkidéart som beskrevs av Barringer. Epidendrum aurigineum ingår i släktet Epidendrum och familjen orkidéer.
Artens utbredningsområde är Colombia. Inga underarter finns listade i Catalogue of Life.